# Walpurgisnacht
Walpurgisnacht to drugi album greckiego zespołu black metalowego Varathron. Wydany został przez Unisound Records 25 sierpnia 1995 roku.

## Lista utworów
1. "Tleilaxu (The Unborn Child)" - 5:59
2. "Cassiopeia´s Ode" - 8:00
3. "The Dark Hills" - 3:57
4. "Mestigoth" - 4:48
5. "Birthrise Of The Graven Image" - 5:18
6. "Redeunt Saturnia Regna" - 1:36
7. "Under The Sight Of Horus" - 6:38
8. "Somewhere Beyond Seas" - 4:55
9. "Sic Transit Gloria Mundi" - 1:12

## Twórcy
- Stephan Necroabyssious - śpiew
- Pyrphoros - gitary, gitara basowa
- Adrastos - instrumenty klawiszowe
- Wolfen - perkusja